# Station Mesnil-Mauger
Station Mesnil-Mauger is een voormalig treinstation gelegen in de voormalige gemeente Mesnil-Mauger, onderdeel van de Mézidon Vallée d' Auge, in het departement Calvados in de regio Normandië. Het station lag aan de lijn van Mantes-la-Jolie naar Cherbourg en was eveneens terminus van de lijn van Sainte-Gauburge naar Mesnil-Mauger.

## Ligging
Het station bevond zich op kilometerpunt (PK) 208.685 van de lijn van Mantes-la-Jolie naar Cherbourg, tussen de stations van Lisieux en Mézidon, en op kilometerpunt 62.094 van de lijn van Sainte-Gauburge naar Mesnil-Mauger, waar dit station het eindpunt van was.
Het station is op 29 december 1855 geopend door de Compagnie des chemins de fer de l'Ouest met de opening van het trajectdeel Lisieux - Mondeville van de lijn van Mantes-la-Jolie naar Cherbourg  . Op 30 december 1881 is het station aangesloten op de lijn van Sainte-Gauburge naar Mesnil-Mauger, met de opening van het trajectdeel Ticheville-Le Sap en Mesnil-Mauger  . Het station is in 1938 gesloten voor het passagiersvervoer. In 1990 werd ook het goederenvervoer op het station beëindigd; de gebouwen zijn enkele jaren later gesloopt.